# Alessandro Giustiniani
Alessandro Giustiniani (* 3. Februar 1778 in Genua; † 11. Oktober 1843 ebenda) war ein italienischer Kardinal der Römischen Kirche.

## Leben
Alessandro Giustiniani absolvierte sein Studium der Rechtswissenschaften an der Universität La Sapienza in Rom, an welcher er auch am 17. Juli 1816 promovierte und den Doktortitel in Zivil- und Kirchenrecht erwarb. Erst im Alter von 39 Jahren beschloss Giustiniani, Priester zu werden, so dass er erst am 23. April 1818 das Studium der Theologie in Angriff nahm. Im Laufe seiner Studienzeit diente er der Kirche als Vizelegat in Ferrara und als Internuntius in Neapel.
Giustinianis Priesterweihe fand am 6. April 1822 statt. Im selben Monat, am 19. April 1822, folgte seine Ernennung zum Titularerzbischof von Petra in Palaestina. Die Bischofsweihe spendete ihm am 21. April 1822 Kardinal Giulio Maria della Somaglia. Am 24. April 1827 wurde Giustiniani zum Apostolischen Nuntius in Portugal ernannt; er blieb es bis 1832.
Im Konsistorium vom 30. September 1831 nahm ihn Papst Gregor XVI. zunächst in pectore ins Kardinalskollegium auf, gab seine Wahl jedoch erst am 2. Juli 1832 bekannt. Nachdem er am 18. Dezember 1834 Kardinalsring und Birett empfangen hatte, bekam Giustiniani als Kardinalpriester die Titelkirche Santa Croce in Gerusalemme überantwortet.
Von Januar 1842 bis Januar 1843 übte Giustiniani das Amt des Kämmerers des Heiligen Kardinalskollegiums aus.
Nach seinem Tod im Alter von 65 Jahren wurden seine sterblichen Überreste in der Kirche San Francesco in Albaro bestattet.